# Vaišvilkas
Vaišvilkas, död 1267, var en litauisk regent. Han var regerande storfurste av Litauen 1264–1267.